# Vieux-Ferrette
Vieux-Ferrette [vjø fɛʁɛt] (deutsch Altpfirt) ist eine französische Gemeinde mit 643 Einwohnern (Stand 1. Januar 2022) im Kanton Altkirch im Département Haut-Rhin in der Region Grand Est (bis 2015 Elsass). Im Dorfkern entspringt der Riesbach, der nach Norden fließt. Nebenan liegt die Gemeinde Ferrette. Vieux-Ferrette ist Mitglied im Gemeindeverband Sundgau.

## Geschichte
Der Ortsname – De ferreto 1104; Phirida 1133  – ist wahrscheinlich vom lateinischen piretum (Birnengarten) abgeleitet. Der Name «Pfirt» entstand um das siebte Jahrhundert, nachdem die Alemannen das Gebiet einnahmen und die Ortsnamen abänderten, um sie besser aussprechen zu können. Deswegen wurde das lateinische Wort piretum durch die Hochdeutsche Lautverschiebung betroffen: /p/ wurde zu /pf/ (wie pilum > Pfil > Pfeil oder persica > Pfirsich). Albert Dauzat und Charles Rostaing erwähnen als mögliche Herkunft auch das spätlateinische Wort Firmitas (Festung), das zu den zahlreichen Ferté in Frankreich geführt hat. Das soll sich auf die Burg von Ferrette bezogen haben, aber diese Erklärung wird durch die alten Dokumente nicht gestützt; außerdem wäre der Name im Alemannischen zu «Fert» geworden. Die französische Form Ferrette ist eher eine Romanisierung des alemannischen Namens durch Volksetymologie mit dem Wort fer (Eisen).
Um sich vom Nachbarort Ferrette (Pfirt) abzugrenzen und um zu zeigen, dass dieser Teil des Ortes der ältere ist, wurde der Name „Alt Pfirt“ gewählt.
Das Dorf besitzt ein seit dem Jahr 1124 urkundlich erwähntes Schloss und wird im Jahre 1269 erstmals als Dorf erwähnt (anlässlich eines Güteraustausches zwischen der Abtei von Lützel und dem Grafen Heinrich von Pfirt). Dorf und Schloss wurden wiederholt geplündert, unter anderem von den Baslern (1445). Das Schloss wurde 1633 von den Schweden zerstört.
1871, als der Deutsch-Französische Krieg zu Ende war, wurde dem Dorf eine Straße in Basel gewidmet und amtlich als «Pfirtergasse» bezeichnet. Seitdem gehörte Altpfirt bis zum Ende des Ersten Weltkrieges als Teil des Reichslandes Elsaß-Lothringen zum Deutschen Reich und war dem Kreis Altkirch im Bezirk Oberelsaß zugeordnet.

### Bevölkerungsentwicklung
| Jahr      | 1910 | 1962 | 1968 | 1975 | 1982 | 1990 | 1999 | 2007 | 2017 |
| Einwohner | 509  | 416  | 428  | 426  | 461  | 525  | 526  | 561  | 688  |

## Wirtschaft und Verkehr
Im Dorf bestand zeitweilig eine Anstalt für Leprakranke, im 19. Jahrhundert auch ein Heilbad, das sich der nahegelegenen Schwefelquellen bediente.
Der im oberen Dorfteil gelegene Weg nach Ferrette geht auf eine bereits in römischen Zeiten bestehende Straße zurück. Von 1892 bis 1953 bestand eine Eisenbahnlinie der SNCF, welche von Altkirch nach Ferrette führte; die Eisenbahnschwellen und die Achsen am Verkehrskreisel erinnern noch an diese Zeit. Auf dem Gelände des ehemaligen Bahnhofs wurde die Schule gebaut.
Bei Feinschmeckern bekanntester Vertreter des Dorfes ist Maître Antony, der im oberen Dorfteil den „Sundgauer Käskeller“ betreibt. Seit einigen Jahren wird die Gewerbezone erfolgreich ausgebaut.

## Sehenswürdigkeiten
Sehenswerte Bauwerke sind neben gut erhaltenen Fachwerkhäusern im Dorfkern die Kirche Saint-André und die Kapelle Notre-Dame-des-Anges.

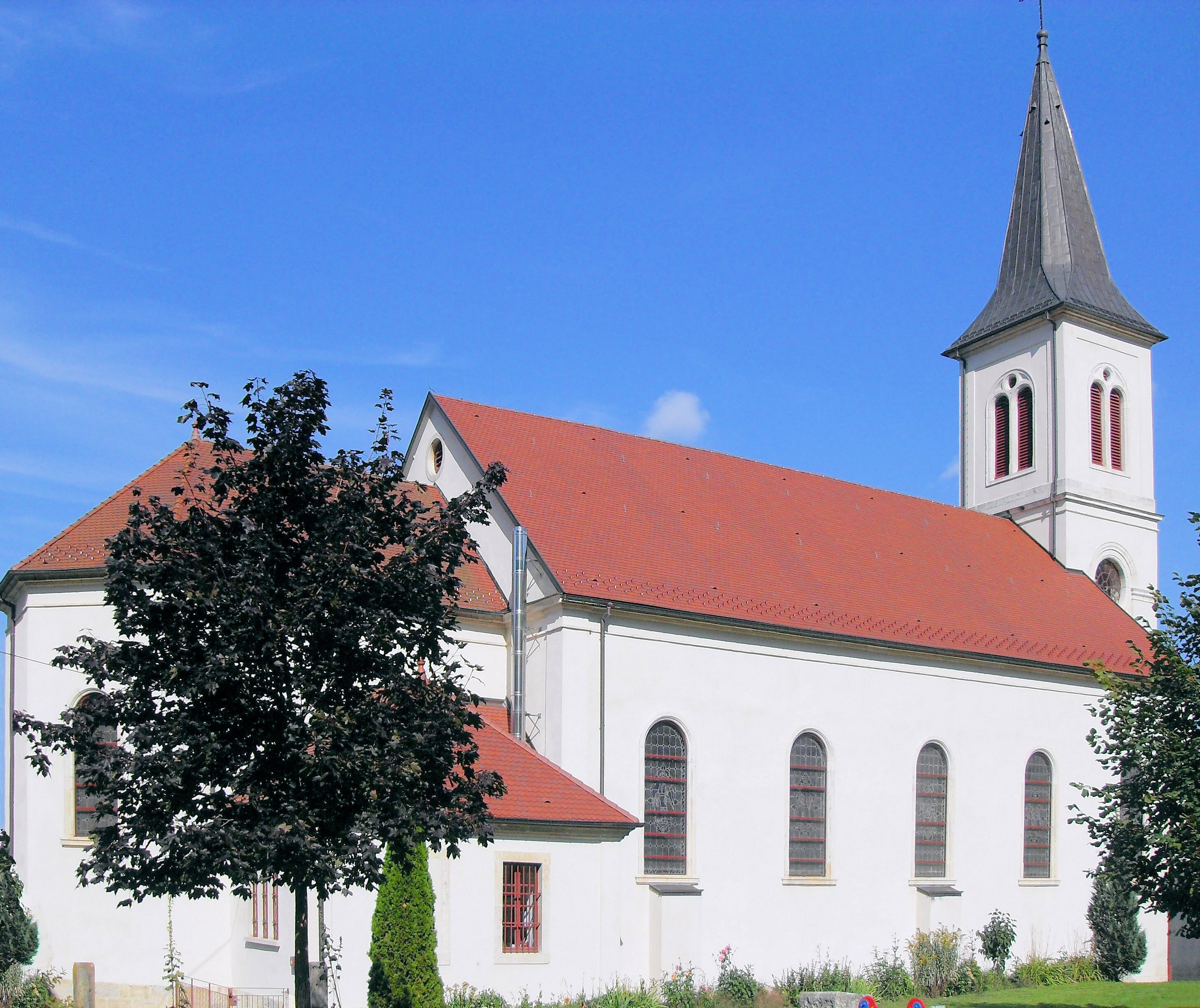
Kirche Saint-André
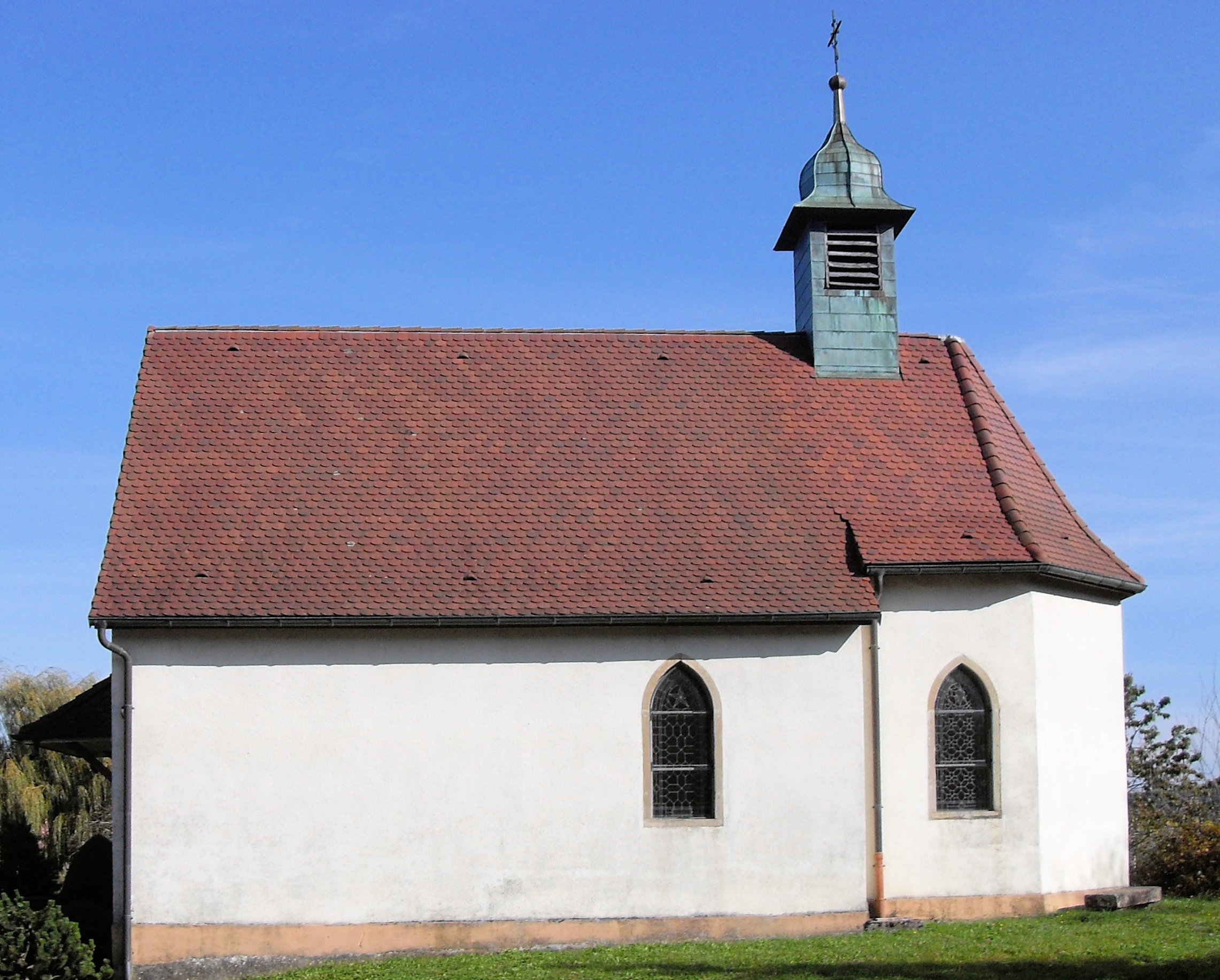
Kapelle Notre-Dame-des-Anges
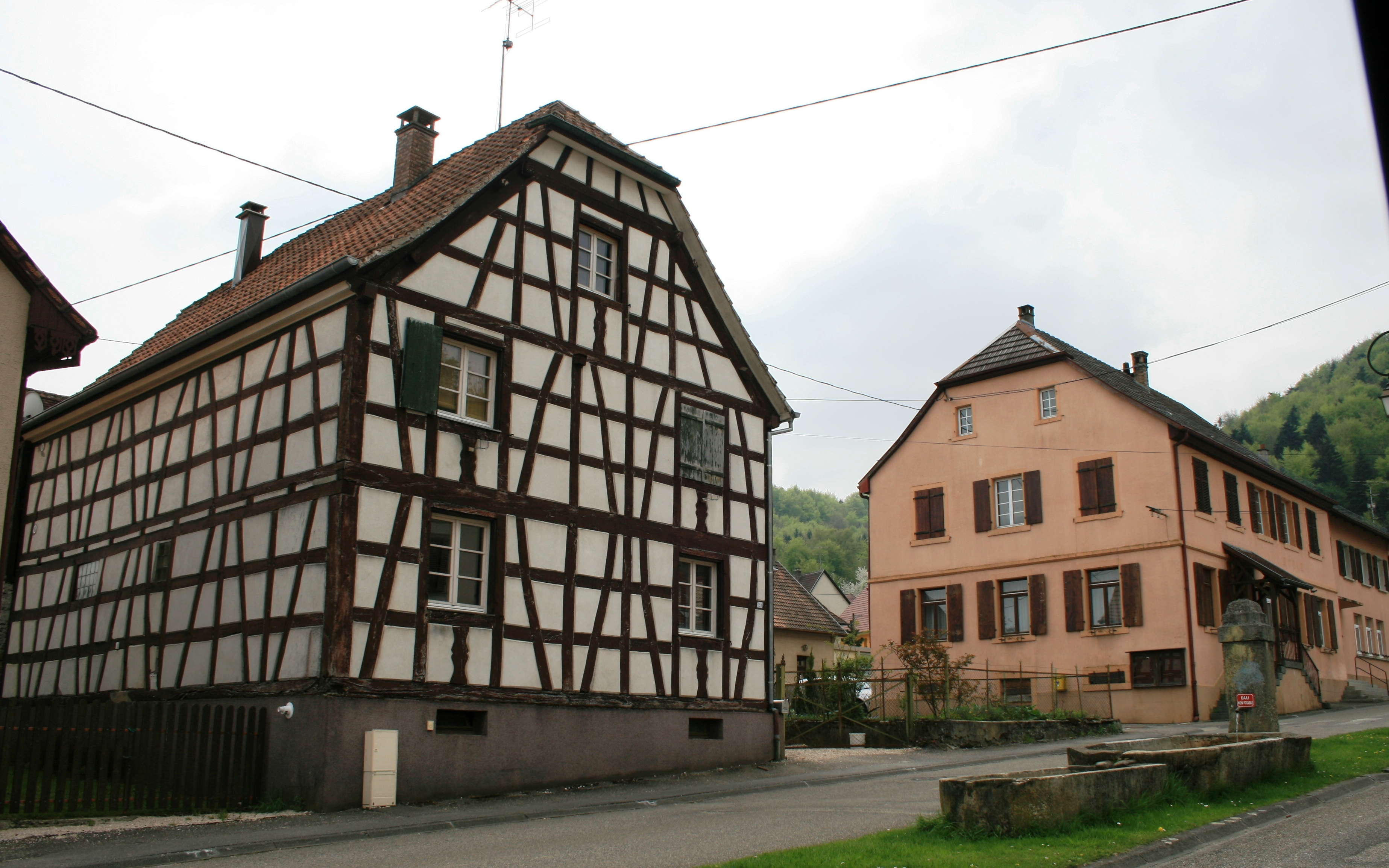
Fachwerk in Vieux-Ferrette